# Huta Oblęgorska Górna
Huta Oblęgorska Górna – przysiółek wsi Oblęgór w Polsce położony w województwie świętokrzyskim, w powiecie kieleckim, w gminie Strawczyn.
W latach 1975–1998 przysiółek administracyjnie należał do województwa kieleckiego.